# Oskar Backlund

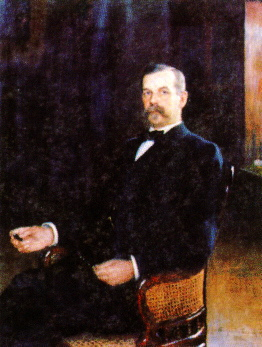
Portret Oskara Backlunda autorstwa Nikołaja Bogdanowa-Bielskiego

Johan Oskar Backlund (Оскар Андреевич Баклунд) (ur. 28 kwietnia 1846 w Länghem (Gmina Tranemo), zm. 29 sierpnia 1916 w Pułkowie) – rosyjski astronom pochodzenia szwedzkiego.

## Życiorys
W 1872 roku ukończył studia na Uniwersytecie w Uppsali, w 1876 wyemigrował do Rosji. Początkowo pracował w Obserwatorium Dorpat, a od 1879 roku w Obserwatorium w Pułkowie, którym kierował w latach 1895-1916. Od 1883 członek Petersburskiej Akademii Nauk.
Zajmował się mechaniką nieba, prowadził badania nad wpływem oddziaływań grawitacyjnych planet na zmiany orbity komety Enckego. Próbował na tej podstawie szacować masę Merkurego.

## Wyróżnienia i nagrody
- Złoty Medal Królewskiego Towarzystwa Astronomicznego (1909)
- Bruce Medal (1914)

Jego imieniem nazwano krater Backlund na Księżycu oraz planetoidę (856) Backlunda.